# جمعان الجمعان
جمعان محمد الجمعان (ولد 11 سبتمبر 1981) لاعب سعودي.
يلعب في مركز قلب الدفاع وظهير أيمين ومحور دفاعي، لعب للمنتخب السعودي الأول، يتميز بالصلابة واستخلاص الكره باسرع الطرق ويجيد صناعة الهجمات ولاعب قتالي وقيادي، جمهور الإتفاق يتفق بشكل عام انه من أفضل اللاعبين في نادي الاتفاق في آخر موسمين ومحافظ على مستواه ومستمر بالتطوير، وقال عنه عيسى الحربين في أحد المباريات التي لعبها «انتحر حتى يخلص الكرات».[بحاجة لمصدر]
وقع مع نادي السلام في عام 2018 .

## إنجازاته

### مع المنتخب
وصيف كأس العرب

### مع الإتفاق
- كأس الخليج للأندية 1

2006.
المركز الثاني: 1 2007.
- كأس الأمير فيصل بن فهد 2

2003، 2002
المركز الثاني: 1 2004.
- كأس ولي العهد السعودي

المركز الثاني: 2 2008, 2001.
- نصف نهائي دوري ابطال العرب نسخة 2003.